# Flaga Litwy Środkowej
Flaga Litwy Środkowej – prostokątny płat tkaniny w kolorze czerwonym, na którym pośrodku były umieszczone wizerunki Orła i Pogoni. Flaga obowiązywała w państwie Litwa Środkowa w latach 1920–1922. Została wprowadzona Dekretem Naczelnego Dowódcy Wojsk z 12 października 1920 roku.